# أحمد الخويلد
أحمد الخويلد إبراهيم لاعب كرة قدم قطري من أصل إندونيسي ، ولد في (29 يناير 2000) ، يلعب لصالح نادي قطر في دوري نجوم قطر.
لعب في نادي الدحيل ونادي قطر ونادي لوسيل.